# Anne Tyler
  Anne Tyler    (Minneapolis, 25 d'octubre de 1941) és una escriptora de novel·les, contes i crítica literària estatunidenca. Ha publicat vint-i-tres novel·les, incloses Dinner at the Homesick Restaurant (1982), The Accidental Tourist (1985) i Breathing Lessons (1988). Tots tres van ser finalistes del Premi Pulitzer de ficció i Breathing Lessons va guanyar el premi el 1989. També ha guanyat el premi Janet Heidinger Kafka, el premi ambaixador del llibre i el premi del National Book Critics Circle. El 2012 va ser guardonada amb el Sunday Times Award per l'excel·lència literària. La vintena novel·la de Tyler, A Spool of Blue Thread, va ser preseleccionada per al Premi Man Booker el 2015 i Redhead By the Side of the Road va obtenir el mateix premi el 2020. És reconeguda pels seus personatges plenament desenvolupats, la seva "imaginació brillant" i un detall absolutament precís ", el seu" estil rigorós i astut ", i el seu" llenguatge astut i obert ".

## Biografia
Tot i que va néixer a Minnesota, es va criar a Carolina del Nord. Després de viure amb els seus pares en diverses comunitats quàqueres, als dinou anys es graduà en la Duke University, on rebé dos premis d'escriptura creativa; i fou en la revista literària d'aquesta universitat on veié publicat el seu primer relat, Laura.
Un anys després de casar-se, l'autora feu la seva primera incursió en el gènere de la novel·la amb If Morning Ever Comes (1964), que fou l'inici d'una carrera literària coronada de guardons com el premi de l'Acadèmia Americana de les Arts i les Lletres de 1977 per Earthly Possessions, el National Book Critics Circle Award de 1968 per The Accidental Tourist –adaptada al cinema pel cineasta Lawrence Kasdan– i el premi Pulitzer (1988) per Breathing Lessons.

## Títols traduïts al català
- Abans, quan érem grans (títol original: Back When We Were Grownups), Traducció. Ernest Riera, Barcelona, La Magrana, 2002
- Un matrimoni amateur (títol original: The Amateur Marriage), Barcelona, La Magrana, 2005
- Un rodet de fil blau (títol original: A Spool of Blue Thread), Traducció: Marc Rubió,Barcelona, L'Altra Editorial, 2015
- La dansa del rellotge (títol original: Clock dance), Traducció: Marc Rubió, Proa, 2019
- Una sala plena de cors trencats (títol original: Redhead by the Side of the Road), Traducció: Marc Rubió, Proa, 2020